# Araphura elongata
Araphura elongata is een naaldkreeftjessoort uit de familie van de Tanaellidae. De wetenschappelijke naam van de soort is voor het eerst geldig gepubliceerd in 1970 door Sueo M. Shiino.